# Сесалачка пећина
Сесалачка пећина је споменик природе спелолошког карактера. Налази се у југоисточном делу Србије, у селу Сесалац недалеко од Сокобање. 

## Локација
Сесалачка пећина налази се у источном делу Сокобањске котлине у источној Србији, код села Сесалац, по коме је добила назив и од кога је удаљена 2 km
северно локалним сеоским путем ка селу Рујишту, у подручју између планина Ртањ и Слемен на ободу Тимочког масива. До природног добра је наjлакше доћи са регионалног пута Сокобања – Књажевац, скретањем северно код Читлука за села Сесалац и Милушинац, односно на раскрсници лево кроз село Сесалац. Пећини се може
прићи и са Ртња од превоја Рашинац на путу Бољевац – Сокобања, према селу Рујиште, а испред села јужно насутим путем долином Мађарске реке до Сесалца и пећине.
Споменик природе Сесалачка пећина је од Сокобање удањена 17 km, од Алексинца 46 km, од Ниша 80 km и од Београда 245 km.

## Спелеолошке карактеристике
Природно добро је између 590 и 650 метара надморске висине. Улаз у велики тунелски канал је на 570 m, а излаз (или доњи улаз) на 567 m н.в. Основне морфолошке целине простора су: пећина са системом кала познате дужине 516 m, део долине Зарвине реке, која протиче кроз пећину и падине околних висова Церак и Вардиште.
Улаз у пећину је велик, ходници су осветљени у дужини од 200 m, проходни 570 m. Поседује травертинске каде, сталактите и сталагмите. У једном делу пећине се појављује река понорница Зарвина, тунелима се може стићи до језгра пећине. Простор око пећине је уређен за излетовање, клупама са наткровницама, местом за роштиљање, извором пијаће воде и прилазним стазама.

## Животињски свет
Сесалачка пећина је позната као станиште великог броја Слепих мишева, 2015. године спроведена су истраживања током којих је идентификовано присуство следећих врста: европски велики вечерњак, јужни велики вечерњак, дугопрси вечерњак, европски дугокрилаш, мали потковичар и средоземни потковичар. У близини пећине је поток са пијаћом водом који је уређен за припаднике ове врсте.

## Режим заштите
Покренут је поступак заштите природног подручја треће категорије као споменика природе "Сесаличка пећина". Пећина поседује геодиверзитетска и биодиверзитетска обележја, вредности од научног, естетског, културног и образовног значаја. Заштита се обавља на основу студиј Завода за заштиту природе Србије, који је предложио да управљање Спомеником природе "Сесалчка пећина" буде поверено Туристичкој организацији Сокобање.

## Историјат истраживања
Сесалачка пећина има дугу традицију истраживања (Цвијић, 1895) и стога се може сматрати релативно добро проученим спелеолошким објекатом. Пећина је у литератури забележена као Сесалачка пећура (Цвијић, 1895).

## Туризам
На подручју Споменика природе „Сесалачка пећина“, заступљени су видови излетничког и манифестационог туризма у масовном облику. 
Од 2016. године сваког последњег викенда у јулу организује се манифестација „Сесалачки котлић”. Организатор манифестације је УГ „Сесалачка пећина”, а покровитељ манифестације је општина Сокобања. Манифестацију прате и спортска такмичења и културно забавни програм.